# 張瑞天
张瑞天（1916年6月—2014年1月30日），江苏省阜宁县人，中华人民共和国政治人物。
早年参加第二次国共内战，后历任中国人民银行安徽省分行信贷业务科长，中共安徽省委财贸办主任、安徽省科学院研究所副所长，芜湖市财办副主任、芜湖市委副秘书长。2014年1月去世。